# Per Berthelsen
Per Berthelsen, född 1950 på Grönland, är en grönländsk politiker. Han blev invald i Grönlands landsting 1999 för partiet Siumut, men sedan han blivit utesluten från partiet 2001, bildade han partiet Demokraatit, vars ledare han var fram till 2008. Då blev han åter medlem i Siumut, och var under tio månader intill valet 2009 minister för finans- och utrikesfrågor. 2009 – 2014 var han ledamot av Grönlands landsting.
Berthelsen, som är utbildad lärare, är även känd som medlem av rockgrupperna Sume och QaaQ.